# Oleg Kisseliov
Oleg Kisseliov   (Iaroslavl, 11 de gener de 1967) és un jugador d'handbol rus, ja retirat, que va competir durant les dècades de 1980 i 1990.
El 1992, com a membre de l'Equip Unificat, va prendre part en els Jocs Olímpics d'Estiu de Barcelona, on guanyà la medalla d'or en la competició d'handbol. Quatre anys més tard, als Jocs d'Atlanta, formant part de la selecció russa, fou cinquè en la mateixa competició.
En el seu palmarès també destaquen dues medalles al Campionat del món d'handbol, de plata el 1990 i d'or el 1993; així com dues medalles al Campionat d'Europa, de plata el 1994 i d'or el 1996.
A nivell de clubs jugà Dinamo Astrakhan (1984-1992), Granollers (1992-1994), Bidasoa (1994-1996), Cantàbria  (1996-1997) i Portland San Antonio (1997-2004). Guanyà la lliga espanyola de 1995 i 2000, la Copa espanyola de 1996 i 1999, la Copa d'Europa de 1995 i 2001 i la Recopa d'Europa de 2000 i 2004. Des del 2004 entrena en clubs espanyols.